# Aeroportul Sultan Azlan Shah
Aeroportul Sultan Azlan Shah (IATA: IPH, ICAO: WMKI) este un aeroport din Perak⁠(d), Malaysia ce deservește zona Perak⁠(d). Aeroportul a fost tranzitat în 2021 de 34.928 de pasageri. A fost numit după Azlan Shah I of Perak⁠(d).
Situat la o altitudine de 40 m, aeroportul dispune de 1 pistă. Este operat de Malaysia Airports⁠(d).

## Infrastructură

### Piste
Aeroportul dispune de o singură pistă. Pista are orientarea 04/22.